# Straßenbahn Göttingen
Die Straßenbahn Göttingen war eine zum Teil zwar gebaute, aber bedingt durch den Ersten Weltkrieg nie in Betrieb genommene Straßenbahn in Göttingen.

## Geschichte
Im September 1881 stellte Oscar Graf von Reichenbach einen Antrag auf Konzession einer Pferdebahn in Göttingen. Dabei hielt er sich die Option offen, später auf elektrischen Betrieb umzurüsten. Die weltweit erste elektrische Straßenbahn, eine Erfindung von Werner Siemens, war im gleichen Jahr in Lichterfelde bei Berlin in Betrieb genommen worden. Graf von Reichenbach plante zwei Linien. Die erste Linie sollte vom Bahnhof über den Theaterplatz zur Herzberger Chaussee führen und die zweite Linie von der Weender Chaussee über den Kornmarkt zur Reinhäuser Chaussee. 1883 ging bei der Stadt ein zweiter Antrag ein, diesmal vom Königlichen Kommissionsrat J. Lehmann, der die Neue Berliner Pferdebahn leitete. Am Ende zerschlugen sich beide Pläne und eine Pferdebahn wurde nicht mehr als lohnend angesehen.
Zehn Jahren später zeigte die Allgemeine Deutsche Kleinbahn-Gesellschaft aus Berlin Interesse am Bau einer Straßenbahn im Raum Göttingen. Diese sollte Göttingen mit den seinerzeit noch eigenständigen Gemeinden Geismar und Weende verbinden. Wenige Wochen später stellte auch der Schönebecker Straßenbahndirektor W. Theuerkauf ein Konzept vor. Magistrat und Oberbürgermeister Georg Calsow kamen den Vorschlägen entgegen, jedoch scheiterten die Verhandlungen.
Unterdessen entwarf die Stadt Göttingen eigene Pläne für ein Straßenbahnnetz und nahm von sich aus Kontakt mit der Deutschen Gasbahn-Gesellschaft auf, die seit 1894 in Dessau die erste mit Gas betriebene Straßenbahn der Welt betrieb. Die Gesellschaft begann mit Planungen und stellte sie schließlich im Mai 1896 im Göttinger Rathaus vor. Die Gesellschaft schlug zwei Linien vor, eine von Weende zu den Kasernen bei Geismar, die andere vom Bahnhof zum Albanikirchhof. Für die Geschwindigkeit wurden 12 bis 13 km/h und für den Fahrpreis zehn Pfennige angesetzt. Seitens des Unternehmens wurde Göttingen die Gründung einer Aktiengesellschaft vorgeschlagen, bei der die Dessauer Gesellschaft selbst die Hälfte des Kapitals einbringen wollte. Der Magistrat wollte dem jedoch nicht zustimmen.
1900 kam die Frage um den Bau einer Straßenbahn in Göttingen abermals auf den Tisch. Damals nahm die Allgemeinen Elektrizitätsgesellschaft (AEG) aus Berlin in der Godehardstraße das erste Elektrizitätswerk der Stadt in Betrieb. Da sich die AEG auch mit Straßenbahnen befasste, wurden auch Planungen für eine Straßenbahn angestellt. Die AEG schlug ebenfalls zwei Linien vor. Die Kosten erschienen dem Göttinger Magistrat jedoch zu hoch.
Erst 1908 bildete sich in Göttingen unter Leitung von Baurat Friedrich Jenner eine Straßenbahnkommission, die Kontakt mit dem Wiesbadener Unternehmen Hecker aufnahm, das Straßenbahnen baute und betrieb. Die Vorbereitungen liefen letztendlich derart gut an, dass sich die Stadt entschloss, das Projekt ohne Hecker umzusetzen. Aber auch diesmal wurde nicht mit dem Bau begonnen. Daher wurde die Stadt vier Jahre später erneut bei Hecker vorstellig. Zu dieser Zeit besaßen bereits fast alle Städte mit mehr als 35.000 Einwohnern eine Straßenbahn und Göttingen war eine von zwei Ausnahmen. Diesmal projektierte man ein insgesamt 8,5 Kilometer langes Schienennetz mit drei Linien: Die erste Linie sollte von Weende über den Kornmarkt nach Grone führen, die zweite vom Bahnhof über den Kornmarkt zu den Kasernen bei Geismar und die dritte vom Bahnhof zur Herzberger Chaussee und der Wilhelm-Weber-Straße. Nach Dieter Höltge war seinerzeit ein Streckennetz mit zwei Linien geplant: Die Linie 1 führte dabei wie oben beschrieben von Weende über den Kornmarkt nach Grone und die Linie 2 als Ringlinie durch die Innenstadt.
Daraufhin wurde im Juni 1914 die Städtische Straßenbahn Göttingen gegründet und noch im gleichen Monat begannen die Bauarbeiten. Die erste Linie sollte bereits zum Jahresende in Betrieb gehen, die anderen beiden dann Anfang 1915. Im Juli 1914 wurden erste Erdarbeiten in der Weender Straße zwischen Weender Tor und Prinzenstraße durchgeführt, jedoch kamen die Schienen erst im September 1914 an. Lieferant war die Firma Phönix in Duisburg-Meiderich. Die Lieferung umfasste auch 23 Weichen. In der Prinzenstraße, Weender Straße, Groner Straße und Nikolaistraße sollten an den Ausweichen sowie in beiden Richtungen elektrische Stellvorrichtungen installiert werden. Da mit dem Bau der Wagenhalle noch nicht begonnen worden war, hatte die Stadt Göttingen keine Lagermöglichkeit für das Schienenmaterial, sodass es bei der Firma R. Hahn in der Weender Chaussee 29 auf einem 600 Quadratmeter großen angemieteten Lagerplatz gelagert werden musste. Dort lag das Material bis zum 30. September 1919.
Am 1. August 1914 brach der Erste Weltkrieg aus und die Bauarbeiter wurden sukzessive eingezogen. Außerdem beschlagnahmte die Kriegsamtsstelle in Hannover die Schienen, transportierte sie jedoch nicht ab.
Nach Ende des Krieges 1918 gab es einen Versuch, zumindest eine der Linien in Betrieb zu nehmen. Sie sollte vom Bahnhof durch die Innenstadt zu den Kasernen bei Geismar führen. Aufgrund ihrer Finanzlage entschloss sich die Stadt aber dafür, die mittlerweile verrosteten Schienen für 640.000 Mark zu verkaufen. Infolgedessen wurde 1925 die Konzession für einen Stadtbus in Auftrag geben. Als die Politiker sahen, dass sich das neue Fahrgastgeschäft rechnete, übernahm die Stadt 1927 die Konzession selbst. In dieser Konsequenz wurde die Städtische Straßenbahn Göttingen, die bis dato noch auf dem Papier bestand, offiziell aufgelöst.
Die Idee, eine Straßenbahn in Göttingen zu bauen, kam aber im Laufe der Jahre immer wieder ins Gespräch, so beispielsweise 1973, als die Weender Straße zur Fußgängerzone umgestaltet werden sollte, und sich das Göttinger Tageblatt darüber pikierte, dass dort seit 1914 noch Schienen in der Straße lägen und man diese ja als Minibahn ausführen könne. Ernsthafter hingegen war der Vorschlag von Walter Theine im Dezember 1991: In seinem für die Stadt ausgearbeiteten Integrierten Verkehrskonzept bezeichnete er den Bau einer Straßenbahn als „konsequenteste Lösung“ der Göttinger Verkehrsprobleme, denn eine Straßenbahn belaste die Umwelt kaum, sei schnell und fasse viele Menschen. Der damalige Oberstadtdirektor Hermann Schierwater nannte die Idee zwar „utopisch“, aber „nicht irreal“. Aufgrund der Kosten von fünf Millionen Euro pro Schienenkilometer beim Bau entschied die Stadt sich aber gegen den Bau. Eine weitere Initiative wurde 2021/22 kommunalpolitisch erfolglos diskutiert.

## Streckennetz
Die Straßenbahn sollte in Normalspur ausgeführt werden. Der Betriebshof sollte an der Weender Chaussee entstehen. Insgesamt sollte das Netz gemäß dem letzten Planungsstand folgende drei Linien umfassen:
- blaue Linie: Gemarkungsgrenze Weende – Weender Chaussee – Weender Tor – Markt – Groner Straße – Groner Torstraße – Eisenbahnunterführung (2,6 km).
- rote Linie: Bahnhof – Alleestraße – Prinzenstraße – Weender Straße – Markt – Groner Straße – Nikolaistraße – Bürgerstraße – Reinhäuser Chaussee – Feuerschanzengraben – Geismar Chaussee – Schillerstraße (Kasernen) (2,4 km)
- grüne Linie: Bahnhof – Alleestraße – Prinzenstraße – Theaterstraße – Theaterplatz – Bühlstraße – Wilhelm-Weber-Straße – Dahlmannstraße – Herzberger Chaussee – Theaterplatz und zurück zum Bahnhof (3,1 km).

Alle Strecken sollten eingleisig sein, lediglich das Teilstück zwischen Bahnhof/Goethe-Allee und Leinekanal war zweigleisig geplant. Es sollte im Schaffnerbetrieb gefahren werden, wobei ein Fahrpreis von zehn Pfennig geplant war. Die elf Motorwagen sowie ein Montage- und Salzstreuwagen sollten von der Hannoverschen Waggonfabrik in Hannover-Linden geliefert werden. Man hatte aber auch bei anderen Waggonfabriken angefragt: unter anderem Lindner in Ammendorf, Gebr. Gastell in Mainz, Gebr. Credé in Kassel-Niederzwehren, Waggonfabrik Uerdingen, Maschinenfabrik Augsburg-Nürnberg (MAN) und Norddeutsche Waggonfabrik Bremen.
Für eine Verlängerung der Straßenbahn von der Endstation an der Weender Chaussee bis nach Weende sollten die Planungen erst beginnen, nachdem geklärt, ob durch die Verbindung Konkurrenz zur Eisenbahn bestünde.
Ab 1915 war auch eine Anbindung der Gartetalbahn geplant, die jedoch nie den Planungsstand erreicht wurde, weil spätestens 1916 sämtliche Planungen auf Eis gelegt wurden.

## Ausblick
Im Rahmen des Klimaschutzes wird eine Renaissance der Straßenbahn in Göttingen in neuerer Zeit wieder diskutiert. Dabei wurde unter anderem die Idee aufgeworfen, eine Linie der RegioTram Kassel nach Göttingen zu führen.